# حلواجی (قره‌تاش)
حلواجی (به ترکی استانبولی: Helvacı) یک منطقهٔ مسکونی در ترکیه است که در قره‌تاش (شهر) واقع شده‌است.